# Captura electrònica
La captura electrònica (símbol ε) és un tipus de radioactivitat beta que es dona en elements químics inestables per tenir massa protons en el nucli atòmic quan aquest no té energia suficient per a emetre un positró (emissió de positrons).
El fenomen observat és que un dels electrons presents en els orbitals del mateix àtom és capturat per un dels protons del nucli, formant un neutró i un neutrí, que s'allibera del nucli:
{\displaystyle \mathrm {p} +\mathrm {e} ^{-}\rightarrow \mathrm {n} +{\nu }_{e}}
El nombre de neutrons en el nucli s'incrementa en 1, el nombre de protons es redueix en 1 i la massa atòmica es manté gairebé inalterada. En canviar el nombre de protons, la captura electrònica converteix l'element en un nou element, amb una reducció d'1 en el nombre atòmic.

### Exemples
| {\displaystyle \mathrm {{}_{13}^{26}Al} +\mathrm {e} ^{-}\rightarrow \mathrm {{}_{12}^{26}Mg} +{\nu }_{e}} | {\displaystyle \mathrm {{}_{28}^{59}Ni} +\mathrm {e} ^{-}\rightarrow \mathrm {{}_{27}^{59}Co} +{\nu }_{e}} |